# Максим из Эврё
Максим (умер ок. 384 года) — священномученик, епископ Эврё. День памяти — 25 мая.
Святой Максим, которого местные также называли св. Мокс (Mauxe), был вторым епископом Эврё, став здесь преемником святого Таурина. Он был умучен в Аквиньи вместе со своим братом-диаконом, которого звали Венеранд (Venerandus, Vénérand) или Викторин.

## Предание
Считается, что братья были родом из Брешиа. Они попытались вести проповедь среди варварской армии, но потерпели неудачу. Тогда папа Римский Дамасий I отправил их на проповедь в Галлию, чтобы продолжить там дело св. Таурина, считающегося первым епископом Эврё.
Они путешествовали по Галлии вместе с двумя священниками, Марком и Этерием, посетили Осер, Санс и Париж, после чего прибыли в Эврё. Там св. Максим стал епископом.
В Аквиньи они были схвачены либо язычниками, либо арианами и обезглавлены. Марку и Этерию удалось скрыться, и они вернулись похоронить братьев. Этерий впоследствии стал епископом Эврё.

## Почитание
Мощи святых были обретены около 960 года человеком по имени Амальберт. Он попытался унести их, оставив на месте лишь честные главы Максима и Викторина. Однако, пересекая Сену около монастыря Фонтенель, он почувствовал себя больным. Он оставил мощи в монастыре, где Ричард Нормандский возвёл для них часовню. Мощи впоследствии были сожжены гугенотами.
Головы святых между тем остались в Аквиньи. Церковь, возведённая около места их упокоения, пришла в упадок. Мощи были перенесены в приходской храм и помещены под высоким алтарём. К святым с особыми молитвами обращались в засуху в 1559, 1615 и 1726 годы, когда их главы носили вслед за мощами св. Свитуна.
Молельни, посвящённые святым братьям, известны с V века. В лесу Бизи (Bizy), в Верноне, можно увидеть предполагаемую могилу св. Максима. На ней имеется надпись: «Этот монумент благочестия восстановлен герцогом Орлеанским. 1816.» На её южной стороне имеется образ святого с епископским посохом. Монумент сильно обветшал.
Святой Максим считается покровителем Вернона. Ему молятся при засухе.

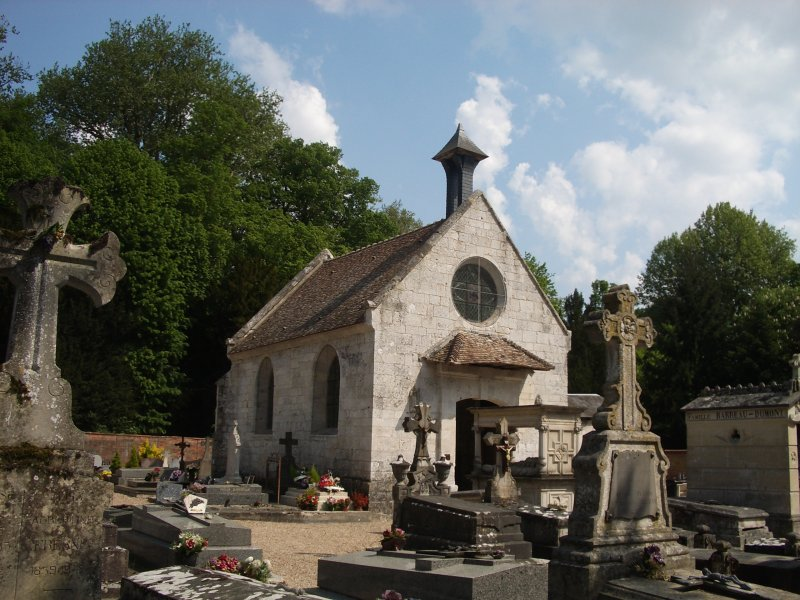
Часовня св. Мокса в Аквиньи.
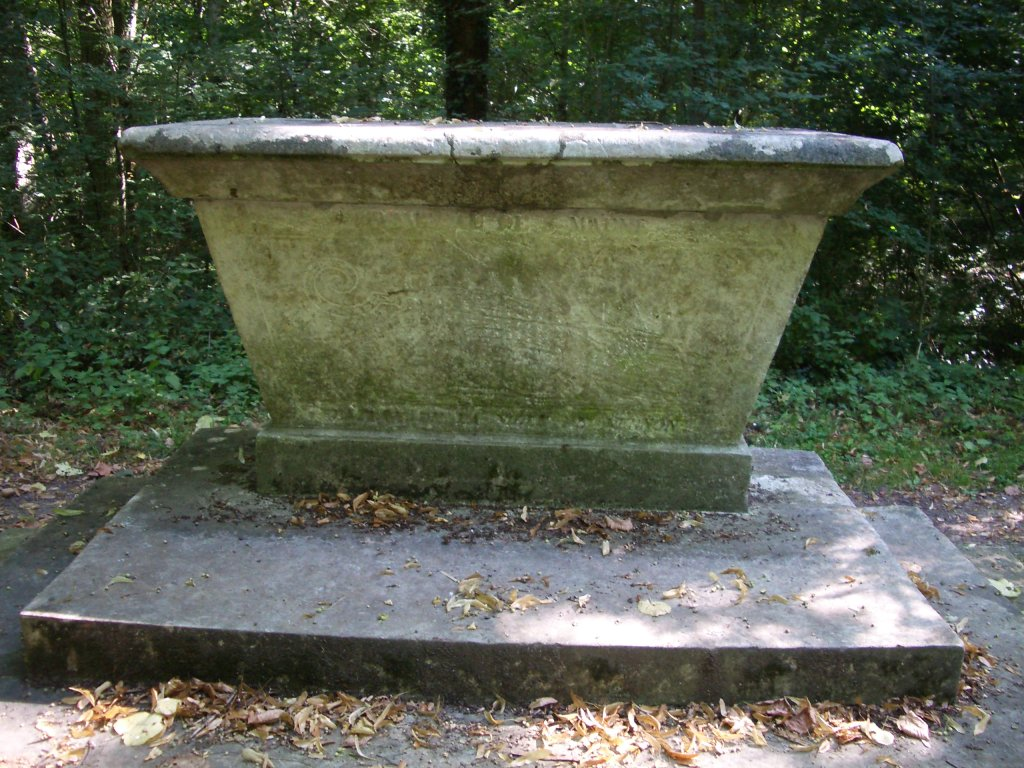
Гробница св. Максима в лесу у Вернона.